# Metuje
Metuje – rzeka w Sudetach w północnych Czechach. Lewobrzeżny dopływ Łaby w zlewisku Morza Północnego.

## Charakterystyka i przebieg
Rzeka Metuje płynie w kraju hradeckim przez Góry Stołowe i Pogórze Orlickie. Odwadnia Adršpašskoteplické skály, północno-zachodnie zbocza Gór Stołowych i zachodnią część Wzgórz Lewińskich i zachodnie stoki Gór Orlickich. Rzeka ma około 69 kilometrów długości. Źródła znajdują się na wysokości około 560 m n.p.m. na południe od wsi Adršpach. W początkowym biegu rzeka płynie przez dwa górskie jeziorka położone na różnych poziomach oraz rozległy labirynt skalnych wież, filarów, głębokich i wąskich wąwozów Adršpašskoteplickich skál. Płynąc przez Adršpašskoteplické skály rzeka wyżłobiła głęboki wąwóz tworząc dwa wodospady, z których większy ma 19 m. Wypływając z Adršpachu rzeka płynie w kierunku południowym przez Teplice nad Metují, Hronov, Náchod i Nowe Miasto nad Metują. Poniżej miejscowości Náchod zaczyna się odcinek zaliczany do najpiękniejszych przełomów rzecznych w Czechach, zwany Peklo. Kończy się on przed miasteczkiem Nowe Miasto nad Metują. Rzeka na tym odcinku płynie głębokim wąwozem, otoczonym zalesionymi stokami gór sięgającymi 200 metrów wysokości. W połowie trasy znajduje się miejscowość Peklo, gdzie potok Olešenka uchodzi do Metui. Rzeka przyśpiesza na odcinku kamienistych bystrzy ciągnących się nieprzerwanie około trzech kilometrów. Potem nurt rzeki uspokaja się, a bystrza pojawiają się coraz rzadziej. Długość całego odcinka przełomowego wynosi 10 km, objęty jest on ochroną. Od Nowego Miasta rzeka zmienia kierunek i spokojnie płynie na zachód w kierunku miasta Jaroměř, gdzie uchodzi do Łaby.

## Dopływy
Ważniejsze potoki dopływające do Metuje ze strony polskiej: Czermnica, Kudowski Potok i Klikawa (Bystra). Pozostałe to: Zdoňovský potok (L), Ledhujka (L), Židovka (L), Dřevíč (P), Brlenka (L), Střela (L), Radechovka (P), Olešenka (L) a Rozkoš (P).

## Turystyka
Wzdłuż rzeki Metuja Piekielną Doliną prowadzi szlak turystyczny  czerwony, prowadzący do Nowego Miasta nad Metują. W miejscowości Peklo znajduje się drewniana budowla dawnego młyna, który na początku XX wieku został przebudowany na schronisko turystyczne.
W Nowym Mieście znajduje się rzeźba Alegoria rzeki Metuje autorstwa Olbrama Zoubka (2006).